# Zaniemyśl

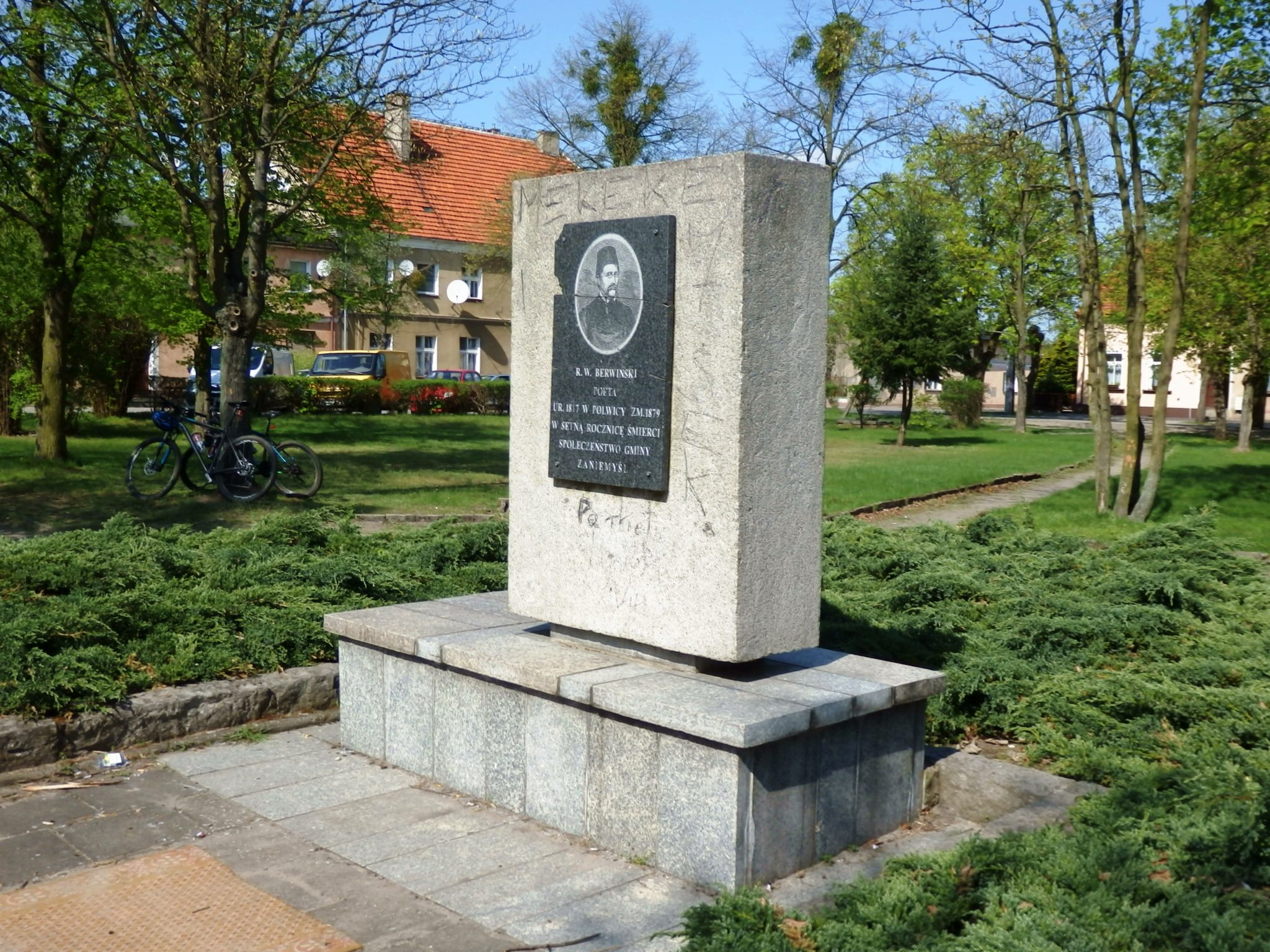
Pomnik Ryszarda Berwińskiego

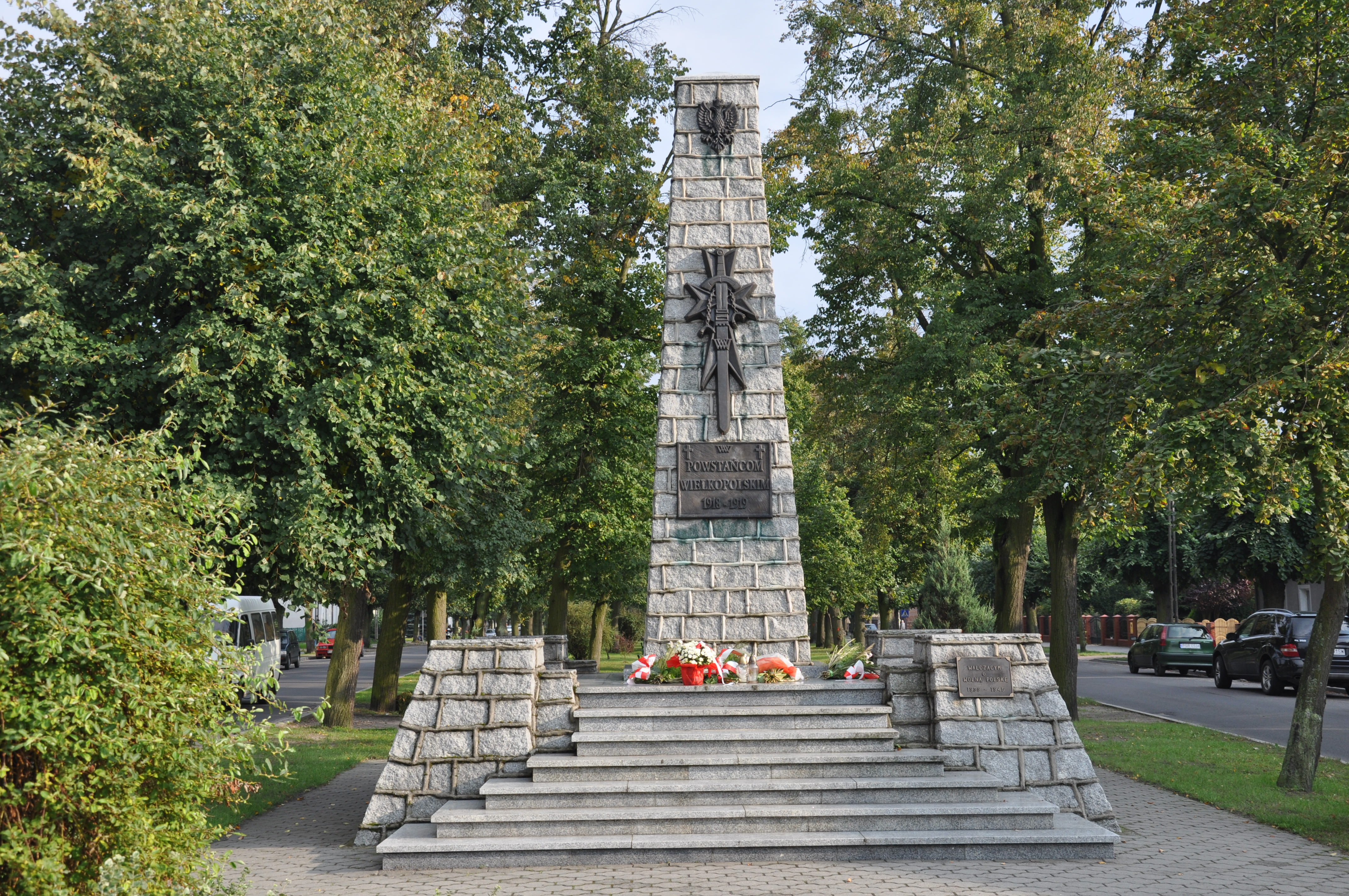
Pomnik powstańców

Zaniemyśl (niem. Santomischel) – miasto w Polsce położone w województwie wielkopolskim, w powiecie średzkim, siedziba gminy miejsko-wiejskiej Zaniemyśl. Leży przy drodze wojewódzkiej nr 432. Od południowego zachodu do miasta przylega Jezioro Raczyńskie.
Zaniemyśl uzyskał lokację miejską 21 maja 1742. Został pozbawiony praw miejskich 13 czerwca 1934 w związku z reformą gminną w II RP, stając się przejściowo gminą jednostkową. 1 sierpnia 1934 stał się siedzibą nowej zbiorowej gminy Zaniemyśl w powiecie średzkim w województwie poznańskim. Podczas II wojny światowej ponownie miasto, aż do 1948 roku; w latach 1949–1954 znów w gminie Zaniemyśl. 1954–1972 siedziba gromady Zaniemyśl, a od 1973 reaktywowanej gminy Zaniemyśl. W latach 1975–1998 miejscowość administracyjnie należała do województwa poznańskiego. 1 stycznia 2025 Zaniemyśl odzyskał status miasta.

## Historia
Pierwszą informacją, która pojawiła się w dokumentach jest wzmianka z 1239 o miejscowości Niezamyśl, która później została włączona do granic Zaniemyśla. Pierwszymi właścicielami majątku byli Doliwowie. W 1331 miejscowa ludność pokonała tutaj 3 tys. oddział krzyżacki (Obrona łuku Warty). Jan Długosz w Rocznikach napisał, że przy tej okazji ludność zbudowała między jeziorami wały obronne. Umocnienia te określa się jako Wały Zaniemyskie.
21 maja 1742 dzięki staraniom Mateusza Ponińskiego król August III nadał prawa miejskie osadzie pod nazwą Zaniemyśl. Osada posiadała znajdujący się w centrum rynek, na którym umożliwiono organizację jarmarków. W 1815 Edward Raczyński otrzymał od Józefa Jaraczewskiego wyspę zwaną Wyspą Edwarda. W latach 1840-1842 wybudowano kościół św. Wawrzyńca, którego fundatorami byli Raczyński i Jaraczewski. W drugiej połowie XIX wieku w granice miasta włączono wieś Niezamyśl. W latach 1854–1855 wybudowano kolejny kościół pw. Niepokalanego Serca Najświętszej Marii Panny. W 1910 w Zaniemyślu powstała wąskotorowa linia kolejowa łącząca go ze Środą Wielkopolską.
W 1918 niektórzy mieszkańcy Zaniemyśla i okolic uczestniczyli w powstaniu wielkopolskim. Dwadzieścia lat później wzniesiono pomnik Powstańców Wielkopolskich, który zniszczony przez Niemców został odbudowany w 1999.
W 1934 Zaniemyśl utracił prawa miejskie.
W trakcie II wojny światowej wielu mieszkańców straciło życie w walce z niemieckimi okupantami. Ku czci poległych na zaniemyskim cmentarzu utworzono zbiorową mogiłę poległych oraz głaz z tablicą upamiętniającą żołnierzy Armii Krajowej z terenu miejscowości.
Po wojnie Zaniemyśl ponownie zaliczono do miast, status ten utracił w 1948. Z dniem 1 stycznia 2025 roku Zaniemyśl odzyskał prawa miejskie.

## Sport
W Zaniemyślu działa klub piłkarski UKS Kłos Zaniemyśl.

## Komunikacja
Do miejscowości dojeżdżają dwie linie autobusowe do Poznania, obsługiwane przez Kombus (560 i 561), które zaczynają swój bieg na przystanku Zaniemyśl/Kościół, a kończą na Dworcu Autobusowym Rondo Rataje. Zaniemyśl znajduje się w strefie taryfowej D ZTM Poznań.
Do miejscowości dojeżdżają także dwie linie autobusowe do Środy Wielkopolskiej obsługiwane również przez Kombus (18 i 19) ,które swój bieg zaczynają na Dworcu PKS w Środzie Wielkopolskiej  i przejeżdżają przez przystanki Zaniemyśl/Topolowa (tylko linia 19), Zaniemyśl/Kościół, Zaniemyśl/Rynek  i Zaniemyśl/Działki (tylko linia 18). Połączenia te są bezpłatne.
Do Zaniemyśla można się dostać również ze Śremu (17). Linia zaczyna bieg na przystanku Piłsudzkiego w Śremie i przejeżdża przez przystanki: Zaniemyśl-Rynek i Zaniemyśl-Szkoła. Połączenia te są bezpłatne. 

## Atrakcje turystyczne i kulturowe
Obiekty:
- Wyspa Edwarda,
- Średzka Kolej Powiatowa (stacja Zaniemyśl)[20],
- Aleja Grabowa,
- Kościół św. Wawrzyńca (neogotycki, z 1840-1842),
- Kościół Niepokalanego Serca Najświętszej Maryi Panny (poewangelicki neoromański, z lat 1854–1855),
- Pomnik Ryszarda Berwińskiego.

Imprezy kulturalne:
- Zaniemyskie Bitwy Morskie,
- Zaniemyski Dzień Podróżnika,
- Dożynki,
- Festyn dla niepełnosprawnych
- turniej ultimate frisbee Winter Unleashed.

Szlaki turystyczne:
- Szlak turystyczny Osowa Góra - Sulęcinek,
- Szlak turystyczny nr 3580 (Majdany-Zaniemyśl)[21][22].